# 元町 (清瀬市)
元町（もとまち）は、東京都清瀬市の町域。

現行行政地名は元町一丁目および元町ニ丁目。郵便番号は204-0021。

## 地理
清瀬市の中部に位置する。
東から時計回りに、清瀬市上清戸、新座市新堀、清瀬市松山、清瀬市梅園、清瀬市野塩、清瀬市中里、に隣接する。
街区南側境界線を西武池袋線が通り、街区内に清瀬駅が設置されている。実質清瀬駅北の玄関口。

## 交通

### 鉄道
| 利用可能駅              |                          |
| 街区内                  | バス利用で利用可能駅     |
| ----------------------- | ------------------------ |
| 西武池袋線 清瀬駅(SI15) | JR武蔵野線 新座駅(JM 29) |

### バス
- 西武バス新座営業所

…が周辺の路線を運行している。

### 道路
- 東京都道24号練馬所沢線（小金井街道）
- 東京都道40号さいたま東村山線（志木街道）

## 施設

### 元町一丁目
- 清瀬駅